# Pamulang
Pamulang är en ort i Indonesien.   Den ligger i provinsen Jawa Barat, i den västra delen av landet, 18 km sydväst om huvudstaden Jakarta. Pamulang ligger 65 meter över havet och antalet invånare är 174 557.
Terrängen runt Pamulang är platt, och sluttar norrut.Runt Pamulang är det mycket tätbefolkat, med 6 241 invånare per kvadratkilometer. Närmaste större samhälle är Jakarta, 18,5 km nordost om Pamulang. Runt Pamulang är det i huvudsak tätbebyggt.